# Аос Брако, Селестино
Селестино Аос Брако  (исп. Celestino Aós Braco; род. 6 апреля 1945, Артаис, Унсити, Наварра, Испания) — чилийский кардинал, капуцин. Епископ Копьяпо с 25 июля 2014 по 23 марта 2019. Апостольский администратор архиепархии Сантьяго с 23 марта по 27 декабря 2019. Архиепископ Сантьяго и примас Чили с 27 декабря 2019 по 25 октября 2023. Кардинал-священник с титулом церкви Санти-Нерео-эд-Акиллео с 28 ноября 2020.